# Steffen Sartor

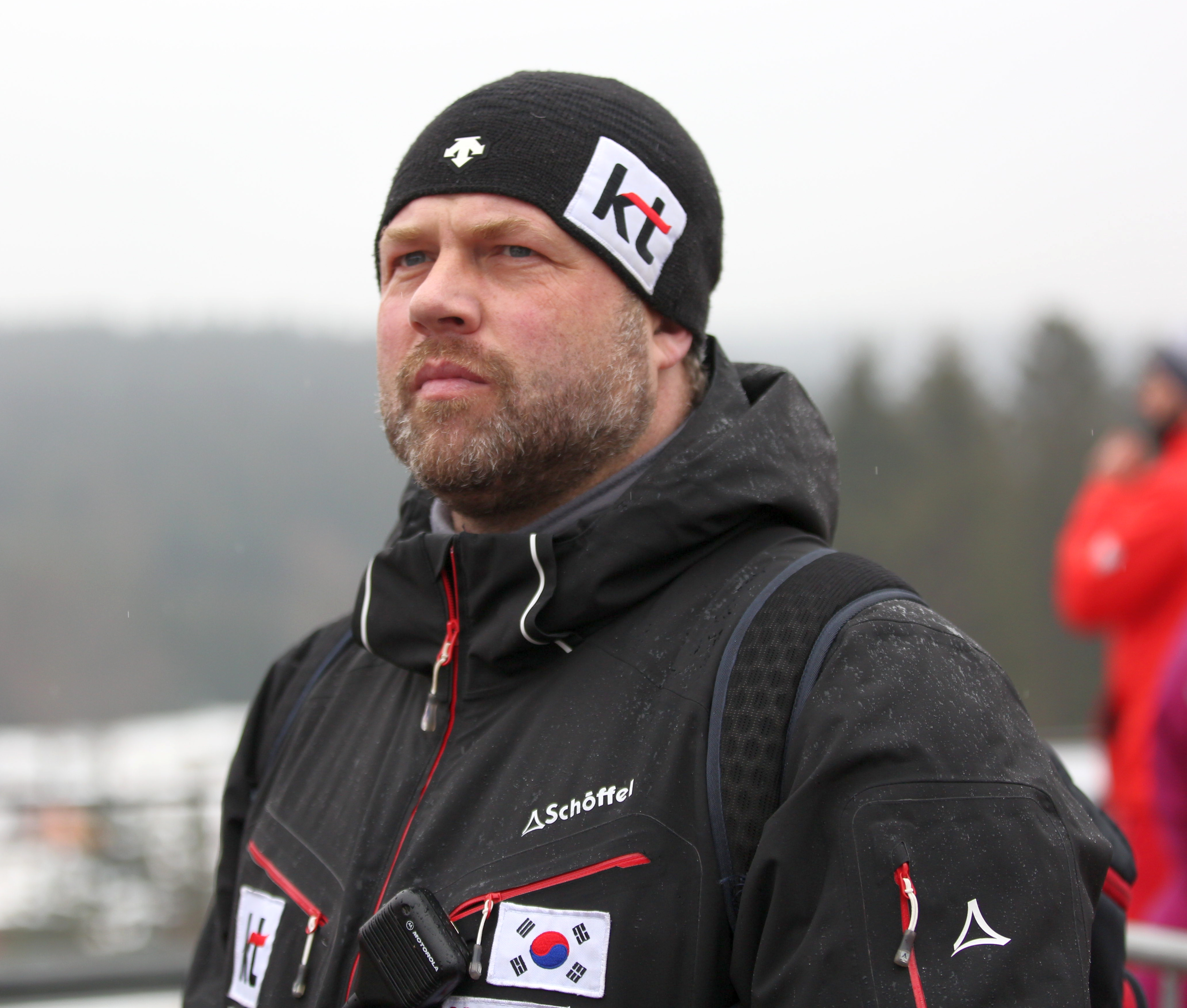
Steffen Sartor (2017) als Rennrodel-Cheftrainer Südkoreas

Steffen Skel (* 14. Juni 1972 in Bad Salzungen), nach Heirat heute Steffen Sartor, ist ein ehemaliger deutscher Rennrodler, der für den BSC Winterberg fuhr.

## Leben
Steffen Skel bildete mit seinem Partner Steffen Wöller eines der stärksten und erfolgreichsten Rennrodel-Doppelsitzer der 1990er und beginnenden 2000er Jahre. Dreimal (1994, 1998 und 2002) trat das Duo bei Olympischen Winterspielen an. Wurden sie 1994 in Lillehammer noch 14. und 1998 in Nagano Achte, verpassten sie vier Jahre später in Salt Lake City mit  Platz 4 die Bronzemedaille hinter den US-Amerikanern Chris Thorpe und Clay Ives nur um etwa eineinhalb Zehntel Sekunden. Bei den Weltmeisterschaften 2000 gewannen Skel/Wöller mit der deutschen Mannschaft die Goldmedaille. Hinzu kam Silber mit den Doppelsitzern, das sie auch 2001 im Doppelsitzer und mit dem Team holten und einmal Doppelsitzer-Bronze 1997.
Größter Erfolg war der Gewinn der Europameisterschaft 2004 in Oberhof im Doppelsitzer. Mit dem Team gewannen beide den Titel 2002 und 2004. Hinzu kommt Silber mit dem Doppelsitzer 1998 und im Doppelsitzer 2000, sowie mit dem Team im Jahr 2000. 2000/01 gewannen Skel und Wöller den Gesamtweltcup. 1999/2000 und 2001/02 belegten sie hinter ihren nationalen Dauerkonkurrenten Patric Leitner und Alexander Resch den zweiten Rang. Einmal, 1993/94, wurden die beiden Dritte. 1993, 2000 und 2004 wurden Skel/Wöller Deutsche Meister. 2004 beendeten sie ihre Karriere.
Skel, der auch ein Trainerstudium an der Sporthochschule in Köln absolvierte, betreute nach seinem Karriereende für zwei Jahre unter anderem als Trainer das deutsche Doppel Sebastian Schmidt/André Forker und gehörte ab 2007 zum Trainerstab der kanadischen Rennrodler, war dort für das Juniorenteam verantwortlich und arbeitete zudem unterstützend beim Nationalkader der Doppelsitzer.
Steffen Skel ist seit 2010 mit der Skeletonpilotin Diana Sartor verheiratet und hat den Nachnamen seiner Frau angenommen. Sie haben zwei gemeinsame Kinder.
Nach weiteren Stationen beim deutschen Verband (BSD) sowie beim Schweizer Rennrodel-Verband wurde er 2013 als Trainer der südkoreanischen Rennrodler bis 2018 verpflichtet. Nach den Olympischen Winterspielen 2018 in Pyeongchang kehrte Sartor zum Bob- und Schlittenverband für Deutschland zurück, wo er Chefbundestrainer der Rennrodel-Juniorenteams wurde.
Als Stützpunkttrainer in Altenberg betreut Sartor unter anderem Jessica Degenhardt.

## Erfolge
- Weltcup 1994 – 3. Platz
- Olympia 2002 – 4. Platz
- Olympia 1998 – 8. Platz
- WM 1997 – Bronze
- EM 1998 – Silber
- EM 2000 – Silber
- EM 2000 – Silber (Team)
- WM 2000 – Silber
- WM 2000 – Gold (Team)
- Weltcup 2000 – 2. Platz
- WM 2001 – Silber
- WM 2001 – Silber (Team)
- Weltcup 2001 – 1. Platz
- EM 2002 – Gold (Team)
- Weltcup 2002 – 2. Platz
- Weltcup 2003 – 5. Platz
- EM 2004 – Gold
- EM 2004 – Gold (Team)

### Weltcupsiege
Doppelsitzer
| Nr. | Datum         | Ort       | Bahn                                  |
| --- | ------------- | --------- | ------------------------------------- |
| 1.  | 16. Jan. 1994 | Oberhof   | Rennrodelbahn Oberhof                 |
| 2.  | 16. Jan. 1999 | Oberhof   | Rennrodelbahn Oberhof                 |
| 3.  | 21. Nov. 1999 | Sigulda   | Rennrodel- und Bobbahn Sigulda        |
| 4.  | 5. Dez. 1999  | Königssee | Kombinierte Kunsteisbahn am Königssee |
| 5.  | 26. Nov. 2000 | Sigulda   | Rennrodel- und Bobbahn Sigulda        |
| 6.  | 3. Dez. 2000  | Oberhof   | Rennrodelbahn Oberhof                 |
| 7.  | 16. Dez. 2001 | Oberhof   | Rennrodelbahn Oberhof                 |
| 8.  | 20. Jan. 2002 | Sigulda   | Rennrodel- und Bobbahn Sigulda        |